# Императрица Ло
Императрица Ло — вторая жена тангутского императора Жэнь-сяо и мать Хуань-цзун. 

## Биография
Была китаянкой ханьского происхождения. Имела благосклонность Жэнь-сяо и родила ему сына. Своими усилиями отстранила первую жену мужа императрицу Ван (ум. в 1167 году). После этого инцидента стала императрицей. В 1206 году из-за политических разногласий Ло вступила в сговор с родственниками почившего мужа Ли Рэнью, свергнув своего сына.

## В литературе
Императрица Ло стала персонажем романа Исая Калашникова «Жестокий век».